# Bingova jeskyně
Bingova jeskyně, německy Binghöhle, je zpřístupněná krasová jeskyně v údolí řeky Wiesent v Bavorsku. Byla objevena v roce 1905 židovským průmyslníkem, básníkem, spisovatelem a amatérským přírodovědcem Ignácem Bingem (1840–1918), spoluzakladatelem společnosti Gebrüder Bing (Bratři Bingové), která se v Norimberku věnovala výrobě hraček a domácích potřeb.

## Historie

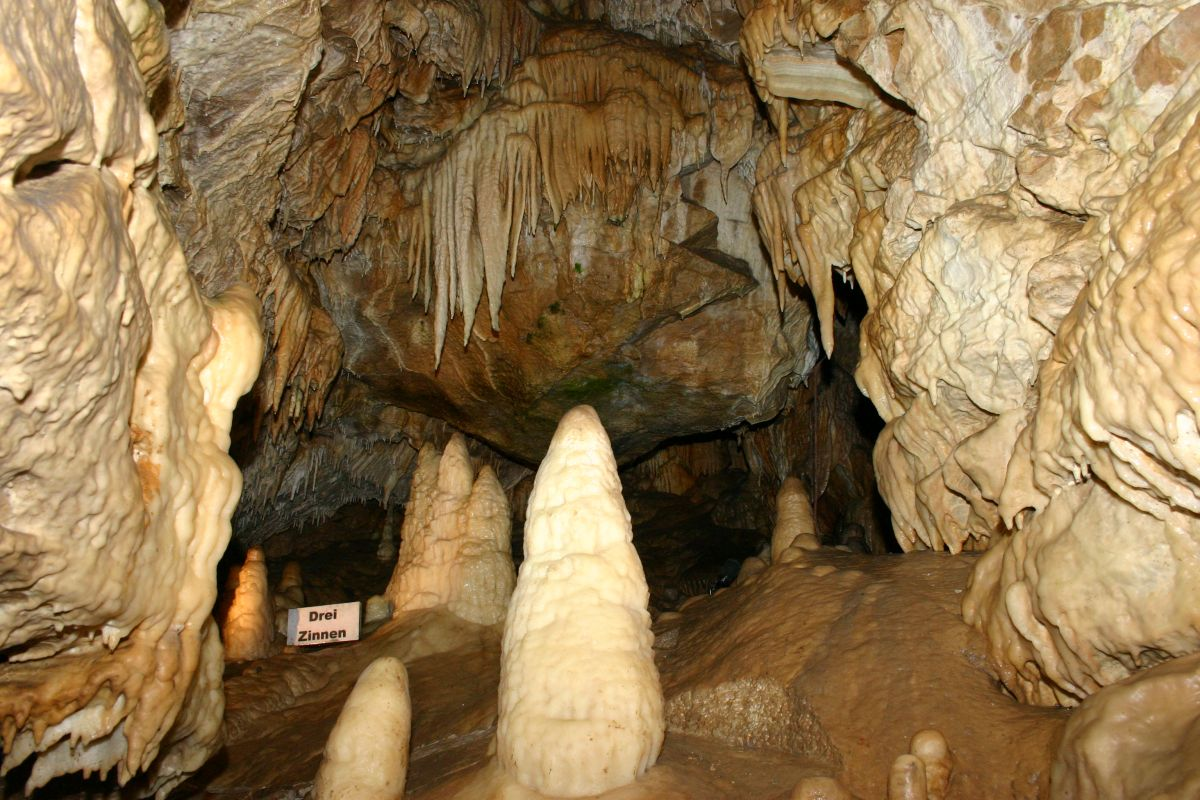
Krápníky v Bingově jeskyni

Jeskyni objevil Ignác Bing v blízkosti městečka Streitberg ve Franském Švýcarsku, kde od roku 1899 vlastnil dům a často zde trávil volný čas. Jeho vášní bylo hledat zkameněliny v skalních dutinách a jeskyních v okolí. Po objevu jeskyně odkoupil od místního lesníka pozemek, na kterém jeskyni nalezl a zahájil průzkumné a zpřístupňovací práce. V roce 1906 jeskyni zprovoznil jako turistickou atrakci, od roku 1907 je elektricky osvětlena. Jeskyně se brzy stala tak populární, že ji v roce 1908 osobně navštívil bavorský princ Ludvík III. Bavorský.
Od roku 1905 až do roku 1935 jeskyni vlastnili a provozovali Ignác Bing a jeho potomci. Zpřístupněná část jeskyně měla tehdy délku jen zhruba 230 metrů a návštěvníci se po prohlídce museli jeskyní vracet zpět ke vchodu. V roce 1928 bylo osvětlení přepojeno z původního generátoru na veřejnou elektrickou síť.
V době nacismu byla jeskyně "arizována", prodána městu a přejmenována na "Streitberskou jeskyni". Pod novým majitelem byly v roce 1936 objeveny a zpřístupněny další prostory o délce 70 metrů, jeskyně se tak prodloužila na dnešní délku 300 m. Současně to umožnilo vybudovat na konci nových prostor druhý vchod a jeskyně je tak od roku 1938 průchozí. Po válce se jeskyni sice vrátilo původní jméno, zůstala ale majetkem města Streitbergu.

## Popis jeskyně
Jeskyně je bývalou podzemní trasou říčky Wiesent, tvoří ji jediná bohatě vyzdobená chodba. Při prohlídce jeskyně návštěvníci postupně prochází Krápníkovou galerií, Kellermannovou jeskyní s obřím sloupem, Sálem svíček, Venušinou jeskyní, Katakombami, Skalami lastur, Olžinou jeskyní, Jeskyní vodní panny, Jeskyní fantazie a Jeskyní prince Ludvíka s krápníkovým útvarem Drei Zinnen, který připomíná známou italskou horskou skupinu Tre Cime. Trasa končí Novými prostorami, vedoucími k východu z jeskyně.

## Návštěva jeskyně
Jeskyni je možné navštívit každý den od konce března do začátku listopadu. Prohlídka s průvodcem trvá zhruba 40 minut.
Z České republiky je jeskyně dosažitelná po silnici B 470 z Weidenu přes Pottenstein a Muggendorf. Nejbližší parkoviště je u východu z jeskyně.

## Okolí jeskyně
V Streitbergu je možné navštívit zříceninu hradu Streitburg s pěkným výhledem na obec. Na druhé straně údolí, východně od Streitbergu, je další volně dostupná zřícenina hradu Neideck se zpřístupněnou hradní věží. Blízko hradu Neideck se nachází volně přístupná jeskyně Neideckgrotte.